# Don Howe
Donald Howe, detto Don (Wolverhampton, 12 ottobre 1935 – Londra, 23 dicembre 2015), è stato un calciatore e allenatore di calcio inglese, di ruolo difensore.

## Carriera
Howe iniziò la propria carriera da calciatore nel West Bromwich Albion FC, dove giocò stabilmente come difensore per oltre un decennio, distinguendosi per affidabilità e senso tattico. Successivamente si trasferì all'Arsenal FC, dove concluse la carriera da giocatore nel 1966.

### Allenatore
Appese le scarpe al chiodo, intraprese un lungo percorso da allenatore e collaboratore tecnico. Tornò subito all'Arsenal FC come allenatore delle riserve, per poi ricoprire il ruolo di vice-allenatore della prima squadra. In seguito allenò il West Bromwich Albion FC, prima di diventare vice-allenatore del Leeds United FC e successivamente allenatore del Galatasaray SK in Turchia.
Nel corso degli anni successivi ricoprì vari incarichi tecnici, tra cui un secondo periodo da vice all’Arsenal FC, con cui assunse anche la guida tecnica della prima squadra a metà degli anni '80. Continuò la carriera da vice-allenatore al Wimbledon FC e al Queens Park Rangers FC, prima di guidare il Coventry City FC e successivamente rientrare all’Arsenal FC nel settore giovanile, dove rimase fino al termine della carriera nel 2003.

## Statistiche

### Cronologia presenze e reti in nazionale
| Cronologia completa delle presenze e delle reti in nazionale ― Inghilterra | Cronologia completa delle presenze e delle reti in nazionale ― Inghilterra | Cronologia completa delle presenze e delle reti in nazionale ― Inghilterra | Cronologia completa delle presenze e delle reti in nazionale ― Inghilterra | Cronologia completa delle presenze e delle reti in nazionale ― Inghilterra | Cronologia completa delle presenze e delle reti in nazionale ― Inghilterra | Cronologia completa delle presenze e delle reti in nazionale ― Inghilterra | Cronologia completa delle presenze e delle reti in nazionale ― Inghilterra |
| Data                                                                       | Città                                                                      | In casa                                                                    | Risultato                                                                  | Ospiti                                                                     | Competizione                                                               | Reti                                                                       | Note                                                                       |
| -------------------------------------------------------------------------- | -------------------------------------------------------------------------- | -------------------------------------------------------------------------- | -------------------------------------------------------------------------- | -------------------------------------------------------------------------- | -------------------------------------------------------------------------- | -------------------------------------------------------------------------- | -------------------------------------------------------------------------- |
| 19-10-1957                                                                 | Cardiff                                                                    | Galles                                                                     | 0 – 4                                                                      | Inghilterra                                                                | Torneo Interbritannico 1957                                                | -                                                                          |                                                                            |
| 6-11-1957                                                                  | Londra                                                                     | Inghilterra                                                                | 2 – 3                                                                      | Irlanda del Nord                                                           | Torneo Interbritannico 1957                                                | -                                                                          |                                                                            |
| 27-11-1957                                                                 | Londra                                                                     | Inghilterra                                                                | 4 – 0                                                                      | Francia                                                                    | Amichevole                                                                 | -                                                                          |                                                                            |
| 19-4-1958                                                                  | Glasgow                                                                    | Scozia                                                                     | 0 – 4                                                                      | Inghilterra                                                                | Torneo Interbritannico 1957                                                | -                                                                          |                                                                            |
| 7-5-1958                                                                   | Londra                                                                     | Inghilterra                                                                | 2 – 1                                                                      | Portogallo                                                                 | Amichevole                                                                 | -                                                                          |                                                                            |
| 11-5-1958                                                                  | Belgrado                                                                   | Jugoslavia                                                                 | 5 – 0                                                                      | Inghilterra                                                                | Amichevole                                                                 | -                                                                          |                                                                            |
| 18-5-1958                                                                  | Mosca                                                                      | Unione Sovietica                                                           | 1 – 1                                                                      | Inghilterra                                                                | Amichevole                                                                 | -                                                                          |                                                                            |
| 8-6-1958                                                                   | Göteborg                                                                   | Unione Sovietica                                                           | 2 – 2                                                                      | Inghilterra                                                                | Mondiali 1958 - 1º turno                                                   | -                                                                          |                                                                            |
| 11-6-1958                                                                  | Göteborg                                                                   | Brasile                                                                    | 0 – 0                                                                      | Inghilterra                                                                | Mondiali 1958 - 1º turno                                                   | -                                                                          |                                                                            |
| 15-6-1958                                                                  | Borås                                                                      | Inghilterra                                                                | 2 – 2                                                                      | Austria                                                                    | Mondiali 1958 - 1º turno                                                   | -                                                                          |                                                                            |
| 17-6-1958                                                                  | Göteborg                                                                   | Unione Sovietica                                                           | 1 – 0                                                                      | Inghilterra                                                                | Mondiali 1958 - Spareggio                                                  | -                                                                          |                                                                            |
| 4-10-1958                                                                  | Belfast                                                                    | Irlanda del Nord                                                           | 3 – 3                                                                      | Inghilterra                                                                | Torneo Interbritannico 1958                                                | -                                                                          |                                                                            |
| 22-10-1958                                                                 | Londra                                                                     | Inghilterra                                                                | 5 – 0                                                                      | Unione Sovietica                                                           | Amichevole                                                                 | -                                                                          |                                                                            |
| 26-11-1958                                                                 | Birmingham                                                                 | Inghilterra                                                                | 2 – 2                                                                      | Galles                                                                     | Torneo Interbritannico 1958                                                | -                                                                          |                                                                            |
| 11-4-1959                                                                  | Londra                                                                     | Inghilterra                                                                | 1 – 0                                                                      | Scozia                                                                     | Torneo Interbritannico 1958                                                | -                                                                          |                                                                            |
| 6-5-1959                                                                   | Londra                                                                     | Inghilterra                                                                | 2 – 2                                                                      | Italia                                                                     | Amichevole                                                                 | -                                                                          |                                                                            |
| 13-5-1959                                                                  | Rio de Janeiro                                                             | Brasile                                                                    | 2 – 0                                                                      | Inghilterra                                                                | Amichevole                                                                 | -                                                                          |                                                                            |
| 17-5-1959                                                                  | Lima                                                                       | Perù                                                                       | 4 – 1                                                                      | Inghilterra                                                                | Amichevole                                                                 | -                                                                          |                                                                            |
| 24-5-1959                                                                  | Città del Messico                                                          | Messico                                                                    | 2 – 1                                                                      | Inghilterra                                                                | Amichevole                                                                 | -                                                                          |                                                                            |
| 28-5-1959                                                                  | Los Angeles                                                                | Stati Uniti                                                                | 1 – 8                                                                      | Inghilterra                                                                | Amichevole                                                                 | -                                                                          |                                                                            |
| 17-10-1959                                                                 | Cardiff                                                                    | Galles                                                                     | 1 – 1                                                                      | Inghilterra                                                                | Torneo Interbritannico 1959                                                | -                                                                          |                                                                            |
| 28-10-1959                                                                 | Londra                                                                     | Inghilterra                                                                | 2 – 3                                                                      | Svezia                                                                     | Amichevole                                                                 | -                                                                          |                                                                            |
| 18-11-1959                                                                 | Londra                                                                     | Inghilterra                                                                | 2 – 1                                                                      | Irlanda del Nord                                                           | Torneo Interbritannico 1959                                                | -                                                                          |                                                                            |
| Totale                                                                     |                                                                            | Presenze                                                                   | 23                                                                         |                                                                            | Reti                                                                       | 0                                                                          |                                                                            |

## Palmarès

### Giocatore

#### Competizioni nazionali
- Coppa d'Inghilterra: 1

West Bromwich: 1953-1954
- Charity Shield: 1

West Bromwich: 1954

### Allenatore

#### Competizioni nazionali
- Coppa del Cancelliere: 1

Galatasaray: 1974-1975